# 苏荣欢
苏荣欢（1984年2月—），广东肇庆人，汉族，无党派人士。中华人民共和国政治人物、第十三届全国人民代表大会广东地区代表。
2018年2月24日，当选为第十三届全国人大代表。